# Boniswil
Boniswil és un municipi del cantó d'Argòvia (Suïssa), situat al districte de Lenzburg. El 2023 tenia 1.751 habitants.